# Tale of Revenge
Tale of Revenge (englisch für ‚Geschichte der Rache‘) ist die einzige Single-Auskopplung für das Album Iron der finnischen Folk-/Viking-Metal-Band Ensiferum, und zudem die erste Single der Band überhaupt. Sie wurde am 18. März 2004 durch das Plattenlabel Spinefarm Records veröffentlicht.

## Entstehungsgeschichte
Aufgenommen wurde die Single, genauso wie die übrigen Lieder des Albums Iron, Ende 2003, in den Sweet Silence Studios in Kopenhagen. Aufgenommen, produziert und abgemischt wurde es von Flemming Rasmussen.
Obwohl die Veröffentlichung in Finnland offiziell für den 22. März 2004 angesetzt war, konnte Tale of Revenge bereits am 17. März in den Geschäften erworben werden.

## Titelliste
| # | Titel                     | Komposition     | Länge |
| - | ------------------------- | --------------- | ----- |
| 1 | Tale of Revenge           | Toivonen        | 4:31  |
| 2 | Battery (Metallica Cover) | Hetfield/Ulrich | 5:14  |

## Besetzung
- Gesang, Gitarre: Jari Mäenpää
- Gitarre, Gesang: Markus Toivonen
- Bass: Jukka-Pekka Miettinen
- Keyboard: Meiju Enho
- Schlagzeug: Oliver Fokin

## Gastmusiker
Namhafte Gastmusiker wurden für die Single nicht verpflichtet, bei Battery wirkt jedoch ein Chor mit, der aus folgenden Sängern besteht:
- Valtias Mustatuuli
- Mikko Kaipainen
- Markus Osterlund
- Henrik Kumlin

## Cover
Das Coverartwork zeigt einen blutbeschmierten Axtkopf. Im Hintergrund sind Eiskristalle zu sehen. Entworfen wurde das Artwork von Kristian Wåhlin.

## Kritik
Als Folge des rasant gewachsenen Bekanntheitsgrades Ensiferums, bedingt vor allem durch das sehr erfolgreiche Debütalbum Ensiferum, fand die Single großen Absatz, so dass sie in die finnischen Single-Charts auf Platz 7 im März 2004 Einstieg und sich dort 4 Wochen lang halten konnte. Die Kritiken zu der Single fielen dennoch durchwachsen aus.
Der Autor Wehrmut vom Webzine voenger.de bezeichnet das Lied Tale of Revenge als typisches und hörenswertes Ensiferum-Lied; das Metallica-Cover hingegen als untypisch (ein Vergleich mit Manowar wird gezogen) und uninteressant. So könne man die Single zum vervollständigen der Sammlung kaufen, wirklich gebraucht werde sie aber nicht.
Wesentlich positiver fiel das Fazit zum Lied Tale of Revenge von Stefan Popp vom Webzine metal1.info aus:

„„Tale Of Revenge“ [geht] etwas gemächlicher zu Werke[…]. Hier steigert man sich von einer ruhigen Nummer über einen emotionalen Mittelteil völlig unvorhersehbar zu einem Melodic Death-Kracher der ersten Klasse mit viel Folk und einem überragendem Refrain inklusive Drumfeuerwerk und einem sehr feschem Lead – akute Ohrwurmgefahr!“